# De grachtenkrant
De grachtenkrant, ook wel grakra genoemd, was een (meestal) tweewekelijks blad dat tijdens de krakersrellen in de jaren '80 ontstond. In vergelijking met andere autonome bladen sloeg De grachtenkrant een minder serieuze toon aan. De krant bestond voor een deel uit nieuwsartikelen, maar ook vooral uit lezersinzendingen van allerlei aard.